# 1867 en photographie
| Années de la photographie : 1864 - 1865 - 1866 - 1867 - 1868 - 1869 - 1870    |
| Décennies de la photographie : 1830 - 1840 - 1850 - 1860 - 1870 - 1880 - 1890 |

Cet article présente les faits marquants de l'année 1867 en photographie.

## Événements
- Le photographe Pierre Petit est nommé photographe officiel de l'Exposition universelle qui se déroule à Paris du 1er avril au 3 novembre ; il y réalise 12 000 clichés. Le photographe Charles Soulier remporte une médaille de bronze.
- Création à New York du studio photographique Pach Brothers par les trois frères Gustavus, Gotthelf et Morris Pach, d'origine allemande[1].
- Pierre Brandebourg ouvre le premier studio photographique de Luxembourg, près du Marché-aux-Poissons : Chez Brandebourg.
- Création à Copenhague du studio photographique Hansen, Schou & Weller par Georg Emil Hansen, Niels Christian Hansen (en), Albert Schou (en) et Clemens Weller.
- Félix Bonfils, Lydie Bonfils et leur fils Adrien ouvrent au Liban à Beyrouth, rue George-Picot, l'atelier photographique Maison Bonfils[2].
- George et Elizabeth Pulman ouvrent un studio professionnel de photographie à Auckland en Nouvelle-Zélande.

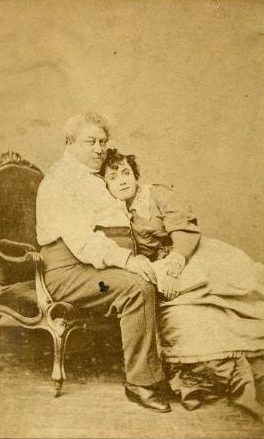
Alexandre Dumas père et Adah Isaacs Menken.

- avril -mai : Alexandre Dumas père intente un procès à Alphonse Liébert qui a mis en vente des photographies qu'il a réalisées de lui en compagnie de sa maîtresse, l'actrice Adah Isaacs Menken ; Dumas est débouté le 3 mai, mais gagne en appel le 25 mai : les photographies de lui avec Menken sont interdites à la vente.
- La Lumière, organe de presse français de la Société héliographique et premier périodique consacré aux expérimentations photographiques, cesse de paraître.

## Photographies notables

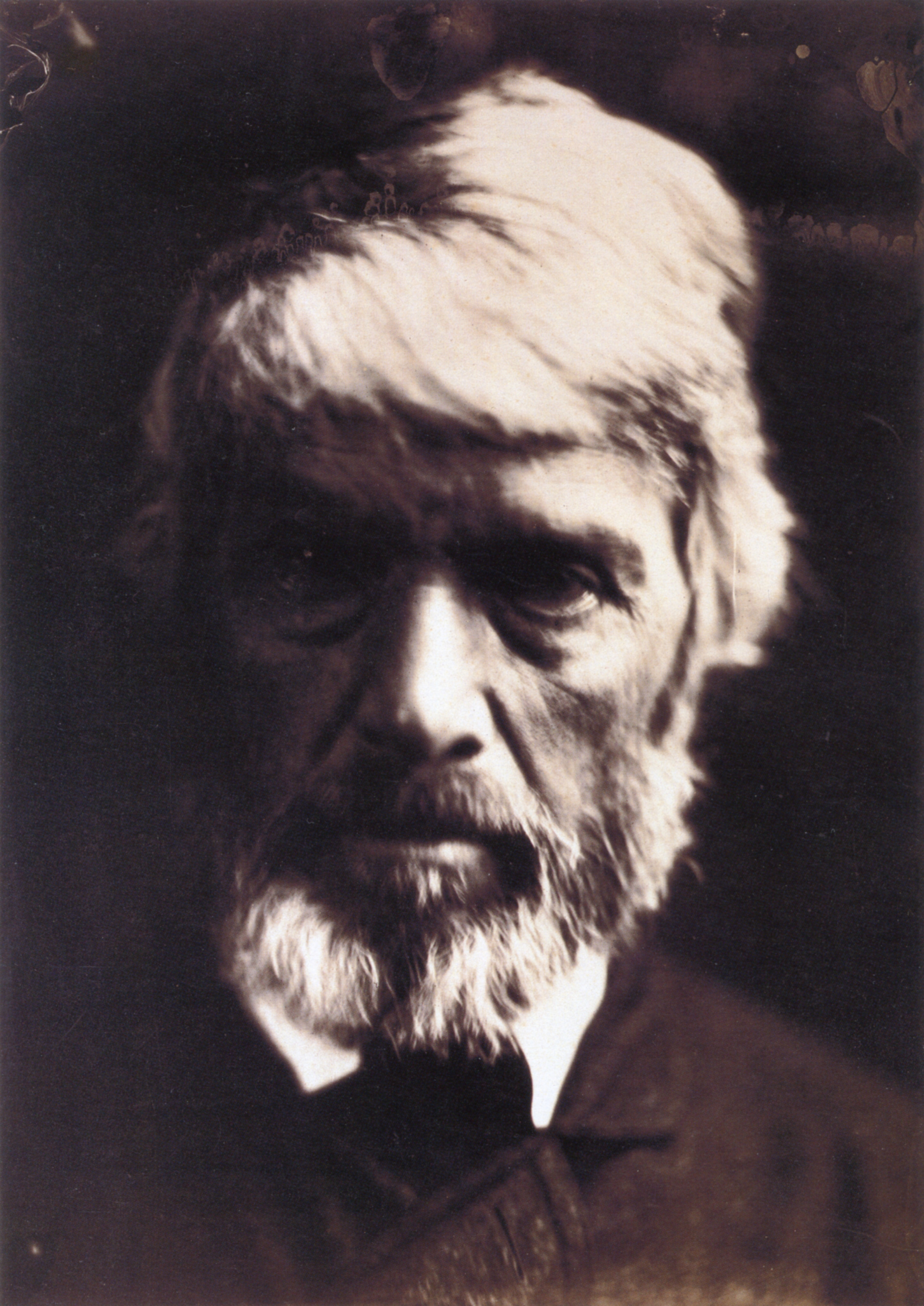
Julia Margaret Cameron, Thomas Carlyle ; tirage à l'albumine.

- juin : François Aubert, photographe officiel de la cour de Maximilien Ier à Mexico, et témoin de son exécution, en réalise un reportage photographique[4].
- Julia Margaret Cameron photographie l'écrivain Thomas Carlyle like a rough block of Michael Angelo's sculpture [comme un bloc brut sculpté par Michel-Ange][5].

## Études, essais, articles
- Louis Figuier, Les Merveilles de la science. La photographie, Paris, Furne, Jouvet et Cie, 1867, 188 p.[6],[7].

## Naissances
- 24 janvier : Henri Gaden, administrateur colonial, ethnologue et photographe français, mort le 12 décembre 1939.
- 7 février : Gaston Liégeard, photographe français, mort le 10 décembre 1953.
- 9 mars : Paolo Ciulla, graveur, faussaire et photographe italien, mort le 1er avril 1931.
- 27 mars : Franz Deutmann, peintre et photographe néerlandais, mort le 18 juillet 1915.
- 9 juin : Emma Louisa Turner, ornithologue anglaise, pionnière de la photographie ornithologique, morte le 13 août 1940.
- 26 juin : Eugène Druet, galeriste et photographe français, mort le 21 janvier 1916.
- 31 juillet : James Ambrose Cutting, photographe français, mort en 1814.
- 16 octobre : Henri d'Orléans, explorateur, naturaliste et photographe français, mort le 9 août 1901.
- Date précise non renseignée ou inconnue :
  - Robert Wilson Reford, homme d'affaires, collectionneur et photographe amateur canadien, mort en 1951.
  - Harry Buckwalter, photographe, et réalisateur de cinéma américain, mort le 7 mars 1930.

## Décès
- 27 mars : Jean César Adolphe Neurdein, dit Charlet, photographe français, né le 26 mars 1806.
- 14 novembre : Gustave Souquet, précurseur de la photographie archéologique français, né le 27 avril 1805.
- 27 décembre : Antoine Claudet, photographe français actif à Londres, né le 12 août 1797.
- Date précise inconnue :
  - Constant Azéma, photographe français actif sur l'île de la Réunion, spécialisé dans la photographie d'œuvres d'art, né en 1828[8].
- Date incertaine :
  - Auguste Belloc selon certaines sources[9] est mort en 1867 à Paris, mais son nom n'apparaît pas dans l'état civil de la ville de Paris.